# Oligodon saintgironsi
Oligodon saintgironsi là một loài rắn trong họ Rắn nước. Loài này được David, Vogel & Pauwels mô tả khoa học đầu tiên năm 2008.